# Littoraria variegata
Littoraria variegata is een slakkensoort uit de familie van de Littorinidae. De wetenschappelijke naam van de soort is voor het eerst geldig gepubliceerd in 1852 door Souleyet in Eydoux & Souleyet.